# Calamus sordidus
Calamus sordidus är en enhjärtbladig växtart som beskrevs av John Dransfield. Calamus sordidus ingår i släktet Calamus och familjen Arecaceae. Inga underarter finns listade i Catalogue of Life.